# Tecmessa annulipes
Tecmessa annulipes är en fjärilsart som beskrevs av Berg 1878. Tecmessa annulipes ingår i släktet Tecmessa och familjen tandspinnare. Inga underarter finns listade i Catalogue of Life.